# 177415 Queloz
177415 Queloz è un asteroide della fascia principale. Scoperto nel 2004, presenta un'orbita caratterizzata da un semiasse maggiore pari a 2,6078141 UA e da un'eccentricità di 0,1330881, inclinata di 9,32380° rispetto all'eclittica.